# Vitryggig and
Vitryggig and (Thalassornis leuconotus) är en sjöfågel inom familjen änder.

## Utbredning och systematik
Vitryggig and lever i Afrika på Madagaskar och söder om Sahara, speciellt i områdena mellan Senegal och Tchad i väst och Etiopien och Sydafrika i öst. Arten delas upp i två underarter:
- T. l. leuconotus – förekommer söder om Sahara
- T. l. insularis – endemisk för Madagaskar

Den särskiljer sig från alla andra änder men är mest närbesläktad med visseländerna inom underfamiljen Dendrocygninae som den ibland placeras i. Men den visar också vissa likheter med arterna inom underfamiljen Oxyurinae. På grund av detta placeras den ensam i sitt släkte Thalassornis i den egna underfamiljen Thalassorninae.

## Utseende och fältkännetecken

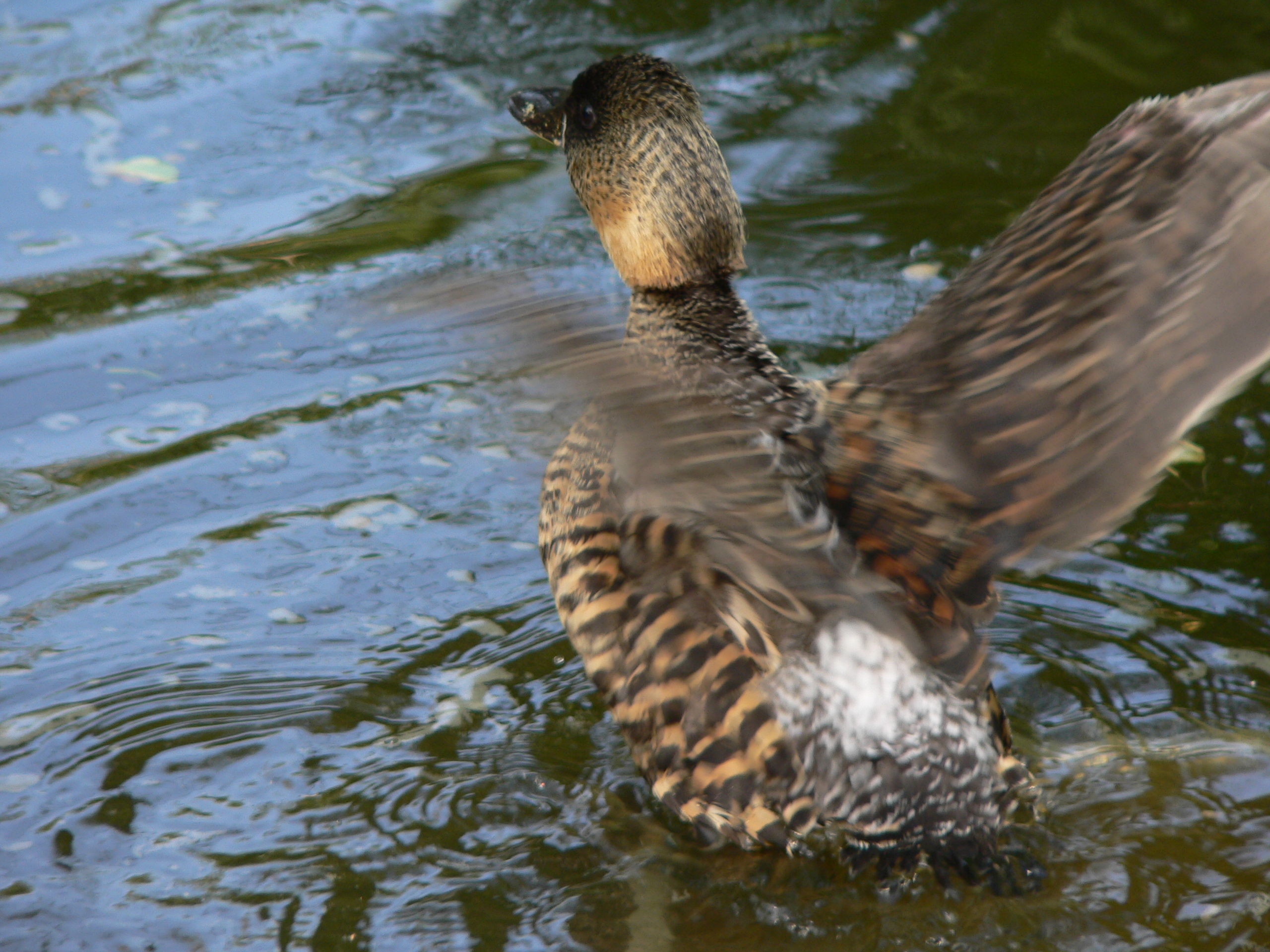
Vitryggig and som vingar sig och visar upp det vita parti som gett den dess namn.

Den mäter 38-40cm och väger 625-800 gram. Kroppen och ovansidan vingarna är ljust rödbruna med mörkbrun till svart vattring. Halsen är rödbrun, kinden gråbrunspräcklig och hjässan mörk. Näbben är mörk med gula partier på nedre näbbhalvan. Vid näbbroten finns ett vitt fjäderparti. Det smala vita partiet på nedre delen av ryggen, som gett den dess trivialnamn, är inte alls speciellt synlig i fält utan ses nästan enbart när den flyger. Könen är lika. I vattnet ligger den djupt med den mörka utbredda stjärten vilket ger den en profil med en lång sluttande akter. 

## Ekologi
Arten återfinns i biotoper med djupa sjöar, dammar och våtmarker där de är väl kamouflerade mot predatorer. Den är väl anpassad för att dyka och det finns observationer av att den har stannat under ytan i upp till en halv minut. De födosöker främst efter knoppar av näckrosor. De dyker också vid fara och ses nästan alltid i vattnet om den inte flyger.

## Status och hot
Arten har ett stort utbredningsområde, men tros minska i antal, dock inte tillräckligt kraftigt för att den ska betraktas som hotad. Internationella naturvårdsunionen IUCN listar arten som livskraftig (LC). Den madagaskiska underarten insularis är dock kategoriserad som starkt hotad (EN) på grund av jakt, habitatförlust och introducerade arter. Vitryggig and är upptagen på Agreement on the Conservation of African-Eurasian Migratory Waterbirds (AEWA). Världspopulationen uppskattas till mellan 8 500 och 20 000 adulta individer.